# Терновский сельский совет (Вольнянский район)
Терновский сельский совет (укр. Тернівська сільська рада) — входит в состав
Вольнянского района
Запорожской области
Украины.
Административный центр сельского совета находится в селе Терновка.

## История
- 1943 — дата образования.

## Населённые пункты совета
- с. Терновка
- с. Великодубовое
- с. Губенское
- с. Придолиновка
- с. Шевченко
- с. Акимовка